# Johannes de Doperkerk (Lage Zwaluwe)
De Johannes de Doperkerk in Lage-Zwaluwe staat op de hoek van de Dorpstraat en het Plantsoen, aan de zuidrand van het dorp.

## Geschiedenis
De heerlijkheid Zwaluwe was al voor de hervorming een zelfstandige parochie onder dekenaat Geertruidenberg van het bisdom 's-Hertogenbosch. In 1483 was er een Johannes de Doperkerk in Hooge Zwaluwe en een kapel in Lage Zwaluwe.
In 1604 kwamen deze in protestantse handen. In 1671 werd er een schuurkerk gebouwd in Lage Zwaluwe van 11x45 meter, en in 1767 werd deze uitgebreid tot 11x50 meter. Twintig jaar later werd Zwaluwe weer een zelfstandige parochie en kon er een eigen kerk gebouwd worden.
In 1787 kwam er in Lage Zwaluwe een pastorie, een herenhuis uit 1787 met een haaks aangebouwde schuurkerk. Beide hadden een zadeldak. De kerk had hoge rondboogvensters. De schuurkerk brandde in 1795 af.
In Hooge Zwaluwe was de Willibrorduskerk een dochterkerk van de parochiekerk van Lage Zwaluwe. In 1867 werd Hooge Zwaluwe een zelfstandige parochie. In 1879 kreeg het dorp een nieuwe kerk naar ontwerp van Carl Weber.
De kerk in Lage Zwaluwe werd in 1944 door de Duitsers verwoest. Het huidige kerkgebouw is een driebeukige, pseudobasilicale kruiskerk in traditionalistische stijl, in 1947 ontworpen door H.W. Valk en voltooid in 1951. Nadien bouwde Valk nog enkele kerken in dezelfde stijl. De toren heeft vier geledingen en een kleurrijk dak. Binnen zijn nog drie Vlaamse schilderijen uit de 17de eeuw en een tabernakel uit de 18de eeuw te zien. De kerk is op zondag 16 juni 2013 aan de eredienst onttrokken. Vijf jaar later is de kerk verkocht en is werd toen privé-bezit.